# تیلور راسل
تیلور راسل (انگلیسی: Taylor Russell؛ زادهٔ ۱۸ ژوئیهٔ ۱۹۹۴) بازیگر اهل کانادا است. وی از سال ۲۰۱۲ میلادی تاکنون مشغول فعالیت بوده‌است.
از فیلم‌ها یا برنامه‌های تلویزیونی که وی در آن نقش داشته‌است می‌توان به گمشده در فضا، انتهای دالانی تاریک، اتاق فرار، اتاق فرار ۲ و استخوان‌ها و همه اشاره کرد.

## فیلم‌شناسی

### فیلم
| سال  | عنوان                          | نقش           | یادداشت‌ها                                                                      |
| ---- | ------------------------------ | ------------- | ------------------------------------------------------------------------------ |
| ۲۰۱۳ | اگر بال می‌داشتم                | امی کنراد     | با نام تیلور راسل مک‌کنزی؛ انگلیسی: If I Had Wings                              |
| ۲۰۱۵ | تعلیق                          | کری           | انگلیسی: Suspension                                                            |
| ۲۰۱۶ | UNIT Bryan                     | رابین         | فیلم کوتاه                                                                     |
| ۲۰۱۷ | پیش از آنکه بمیرم              | اشلی          |                                                                                |
| ۲۰۱۸ | انتهای دالانی تاریک            | اشلی          |                                                                                |
| ۲۰۱۸ | هوای داغ                       | تس            |                                                                                |
| ۲۰۱۹ | اتاق فرار                      | زویی دیویس    |                                                                                |
| ۲۰۱۹ | امواج                          | امیلی ویلیامز |                                                                                |
| ۲۰۲۰ | کلمات روی دیوارهای حمام        | مایا آرنز     |                                                                                |
| ۲۰۲۰ | قلب هنوز هم زمزمه می‌کند        | بدون نقش      | فیلم کوتاه مستند؛ کارگردان، نویسنده و تهیه‌کننده؛ انگلیسی: The Heart Still Hums |
| ۲۰۲۱ | توصیه‌های برد برای شاعران غمگین | سوفی          |                                                                                |
| ۲۰۲۱ | اتاق فرار ۲                    | زویی دیویس    |                                                                                |
| ۲۰۲۲ | استخوان‌ها و همه                | مارن یرلی     |                                                                                |

### تلویزیون
| سال       | عنوان                                    | نقش           | یادداشت‌ها                                       |
| --------- | ---------------------------------------- | ------------- | ----------------------------------------------- |
| ۲۰۱۲      | امیلی اونز، ام. دی                       | دختر بدجنس ۱  | قسمت: «امیلی و… شیوع»؛ با نام تیلور راسل مک‌کنزی |
| ۲۰۱۳      | پلک‌زدن                                   | جسیکا         | پایلوت تلویزیونی فروخته‌نشده؛ انگلیسی: Blink     |
| ۲۰۱۴      | The Unauthorized Saved by the Bell Story | لارک ورهیز    | فیلم تلویزیونی؛ با نام تیلور راسل مک‌کنزی        |
| ۲۰۱۴      | شلوار در آتش                             | جنیفر         | فیلم تلویزیونی                                  |
| ۲۰۱۵      | امپراتوری عجیب                           | کیسی          | ۲ قسمت                                          |
| ۲۰۱۵      | سقوط آسمان                               | اِوِلین         | ۵ قسمت                                          |
| ۲۰۱۶      | مرده تابستان                             | لورا          | قسمت: «چگونه در جنگل زنده بمانیم»               |
| ۲۰۱۷      | Sea Change                               | سی‌سی          | فیلم تلویزیونی                                  |
| ۲۰۱۸–۲۰۲۱ | گمشده در فضا                             | جودی رابینسون | ۲۸ قسمت                                         |

## جوایز و نامزدی‌ها
| سال  | جایزه                                     | رده                                                     | اثر                     | نتیجه    | منبع         |
| ---- | ----------------------------------------- | ------------------------------------------------------- | ----------------------- | -------- | ------------ |
| ۲۰۱۹ | جوایز ساترن                               | بهترین بازیگر نقش مکمل زن در ارائه استریم               | گمشده در فضا            | نامزدشده | [ ۶ ]        |
| ۲۰۱۹ | انجمن منتقدان فیلم آفریقایی-آمریکایی      | جایزه «ما شما را می‌بینیم»                               | امواج                   | برنده    | [ ۷ ]        |
| ۲۰۱۹ | انجمن منتقدان فیلم شیکاگو                 | آتیه‌دارترین اجراکننده                                   | امواج                   | نامزدشده | [ ۸ ]        |
| ۲۰۱۹ | جایزه فیلم مستقل گاتهام                   | موفقیت‌آمیزترین بازیگر                                   | امواج                   | برنده    | [ ۹ ] [ ۱۰ ] |
| ۲۰۱۹ | انجمن روزنامه‌نگاران فیلم ایندیانا         | موفقیت سال                                              | امواج                   | نامزدشده | [ ۱۱ ]       |
| ۲۰۱۹ | انجمن روزنامه‌نگاران فیلم ایندیانا         | بهترین بازیگر نقش مکمل زن                               | امواج                   | نامزدشده | [ ۱۱ ]       |
| ۲۰۲۰ | جایزه قرقره سیاه                          | عملکرد برجسته، زن                                       | امواج                   | نامزدشده | [ ۱۲ ]       |
| ۲۰۲۰ | جایزه قرقره سیاه                          | بازیگر نقش مکمل زن برجسته                               | امواج                   | نامزدشده | [ ۱۲ ]       |
| ۲۰۲۰ | جایزه ایندیپندیت اسپیریت                  | جایزه ایندیپندنت اسپیریت برای بهترین بازیگر نقش مکمل زن | امواج                   | نامزدشده | [ ۱۳ ]       |
| ۲۰۲۰ | انجمن منتقدان فیلم جورجیا                 | جایزه پیشرفت                                            | اتاق فرار و امواج       | نامزدشده | [ ۱۴ ]       |
| ۲۰۲۰ | انجمن منتقدان هالیوود                     | ستاره در حال ظهور                                       | امواج                   | برنده    | [ ۱۵ ]       |
| ۲۰۲۰ | انجمن منتقدان هالیوود                     | بهترین بازیگر نقش مکمل زن                               | امواج                   | نامزدشده | [ ۱۵ ]       |
| ۲۰۲۰ | انجمن منتقدان هالیوود                     | عملکرد موفقیت‌آمیز - بازیگر زن                           | امواج                   | نامزدشده | [ ۱۵ ]       |
| ۲۰۲۰ | انجمن روزنامه‌نگاران سرگرمی لاتین          | بهترین بازیگر نقش مکمل زن                               | امواج                   | نامزدشده | [ ۱۶ ]       |
| ۲۰۲۰ | جشنواره بین‌المللی سنتا باربارا            | جایزه ویزتوسو                                           | امواج                   | برنده    | [ ۱۰ ]       |
| ۲۰۲۰ | انجمن منتقدان فیلم سیاتل                  | انجمن منتقدان فیلم سیاتل                                | امواج                   | نامزدشده | [ ۱۷ ]       |
| ۲۰۲۰ | جشنواره فیلم آتلانتا                      | بهترین مستند کوتاه                                      | قلب هنوز هم زمزمه می‌کند | نامزدشده | [ ۱۸ ]       |
| ۲۰۲۰ | جشنواره فیلم بلک‌استار                     | بهترین مستند کوتاه                                      | قلب هنوز هم زمزمه می‌کند | برنده    | [ ۱۹ ]       |
| ۲۰۲۰ | جشنواره فیلم نشویل                        | بهترین مستند کوتاه                                      | قلب هنوز هم زمزمه می‌کند | برنده    | [ ۲۰ ]       |
| ۲۰۲۰ | جشنواره بین‌المللی فیلم کوتاه پام اسپرینگز | بهترین مستند کوتاه                                      | قلب هنوز هم زمزمه می‌کند | برنده    | [ ۲۱ ]       |
| ۲۰۲۲ | جشنواره بین‌المللی فیلم ونیز               | جایزه مارچلو ماسترویانی                                 | استخوان‌ها و همه         | برنده    | [ ۲۲ ]       |